# Journal of Algebraic Combinatorics
Le Journal of Algebraic Combinatorics est une revue scientifique à comité de lecture spécialisée en combinatoire algébrique. Le journal a été créé en 1992 et est publié par Springer Science+Business Media. Le rédacteur en chef est Ilias S. Kotsireas (université Wilfrid-Laurier).

## Description
Le Journal of Algebraic Combinatorics publie des articles dans lesquels la combinatoire et l'algèbre interagissent, par l'étude de structures combinatoires à l'aide de méthodes algébriques, ou par l'application de méthodes combinatoires à des problèmes algébriques. Le côté combinatoire peut être la combinatoire énumérative, ou impliquer des matroïdes, des posets, des polytopes, des codes, des graphes ou des géométries finies. Le côté algébrique peut être la théorie des groupes, la théorie des représentations, la théorie des treillis ou l'algèbre commutative.
La revue publie deux volumes par an, composé chacun de quatre numéros. À titre d'illustration, le volume 54 (2021), comporte plus de 1300 pages. Comme usuel, les articles sont disponibles sous forme numérique bien avant leur publication physique. Ainsi, le numéro 4 du volume 54, de décembre 2021, publie des articles accessibles depuis juin de cette année.
L'édition électronique du journal est en accès libre, avec une barrière mobile de cinq ans. Le journal est aussi accessible par EMIS (Electronic Library of Mathematics ELibM).

## Historique
En 2017, les quatre rédacteurs en chef et le comité de rédaction de la revue démissionnent pour protester contre les prix élevés pratiqués par l'éditeur et l'accessibilité limitée à la revue. Le comité a par la suite lancé sa propre revue en libre accès, Algebraic Combinatorics. Ils critiquent la maison Springer pour le « double dipping », c'est-à-dire la facturation de coût d'abonnement élevé aux bibliothèques, auxquels s'ajoutent des frais élevés pour les auteurs qui souhaitent rendre leurs publications en libre accès. Le comité a par la suite lancé sa propre revue en libre accès, sous le nom Algebraic Combinatorics,.

## Résumé et indexation
La revue est indexée et articles sont résumés dans les bases usuelles de la maison Springer, et notamment dans :
- Current Contents/Physical, Chemical & Earth Sciences[4]
- Mathematical Reviews
- Science Citation Index[4]
- Scopus[5]
- Zentralblatt Math

D'après le Journal Citation Reports, la revue a un facteur d'impact de 0,875 en 2020. Sur
SCImago Journal Rank, le facteur d'impact est de 0,85 pour 2021